# Поптомов, Владимир
Владимир Томов Поптомов (8 февраля 1890, Белица, Османская империя — 1 мая 1952, София, Болгария) — болгарский дипломат и политик, член Болгарской коммунистической партии (БКП), министр иностранных дел Болгарии с 6 августа 1949 года по 27 мая 1950 года, заместитель председателя Совета министров.

## Биография
Владимир Поптомов родился 27 января (8 февраля) 1890 года в городе Белица, который в то время принадлежал Османской империи. В 1911 году Окончил педагогическое училище в городе Серре, после чего работал учителем в Банско. В 1912 году вступил в Болгарскую рабочую социал-демократическую партию, позже переименованную в БКП. В 1914 году окончил Школу офицеров запаса в Софии и во время Первой мировой войны служил младшим лейтенантом в Болгарской армии.
После войны Поптомов участвовал в руководстве БКП в Петриче и Горна Джумае, в 1920 году он был избран депутатом. Во время Сентябрьского восстания 1923 года руководил действиями восставших в Разлоге и после подавления восстания эмигрировал в Югославию; в 1924 году был заочно приговорён к смертной казни. В 1925 году Поптомов стал одним из основателей Международной македонской революционной организации (ММРО) и стал её политическим секретарём, а до 1933 года был главным редактором издававшейся от её имени газеты «Македонское дело».
В 1934 году Владимир Поптомов отправился в Москву, где вступил в ВКП(б) и работал в Коминтерне. В 1936 году болгарским судом заочно приговорён к 12 годам и 6 месяцам по процессу о ММРО. После переворота 9 сентября 1944 года Поптомов вернулся в Болгарию и стал членом Политбюро Центрального комитета БКП. С 1945 по 1949 год он был главным редактором газеты «Работническо дело», официального органа БКП, а в 1948 году стал профессором. В 1948—1949 годах работал главным секретарём в Национальном совете Отечественного фронта. С августа 1949 по май 1950 года Владимир Поптомов работал министром иностранных дел Болгарии, а с января 1950 года до своей смерти в 1952 году был заместителем председателя Совета министров.
Владимир Поптомов умер 1 мая 1952 года в Софии.